# Tatra T4

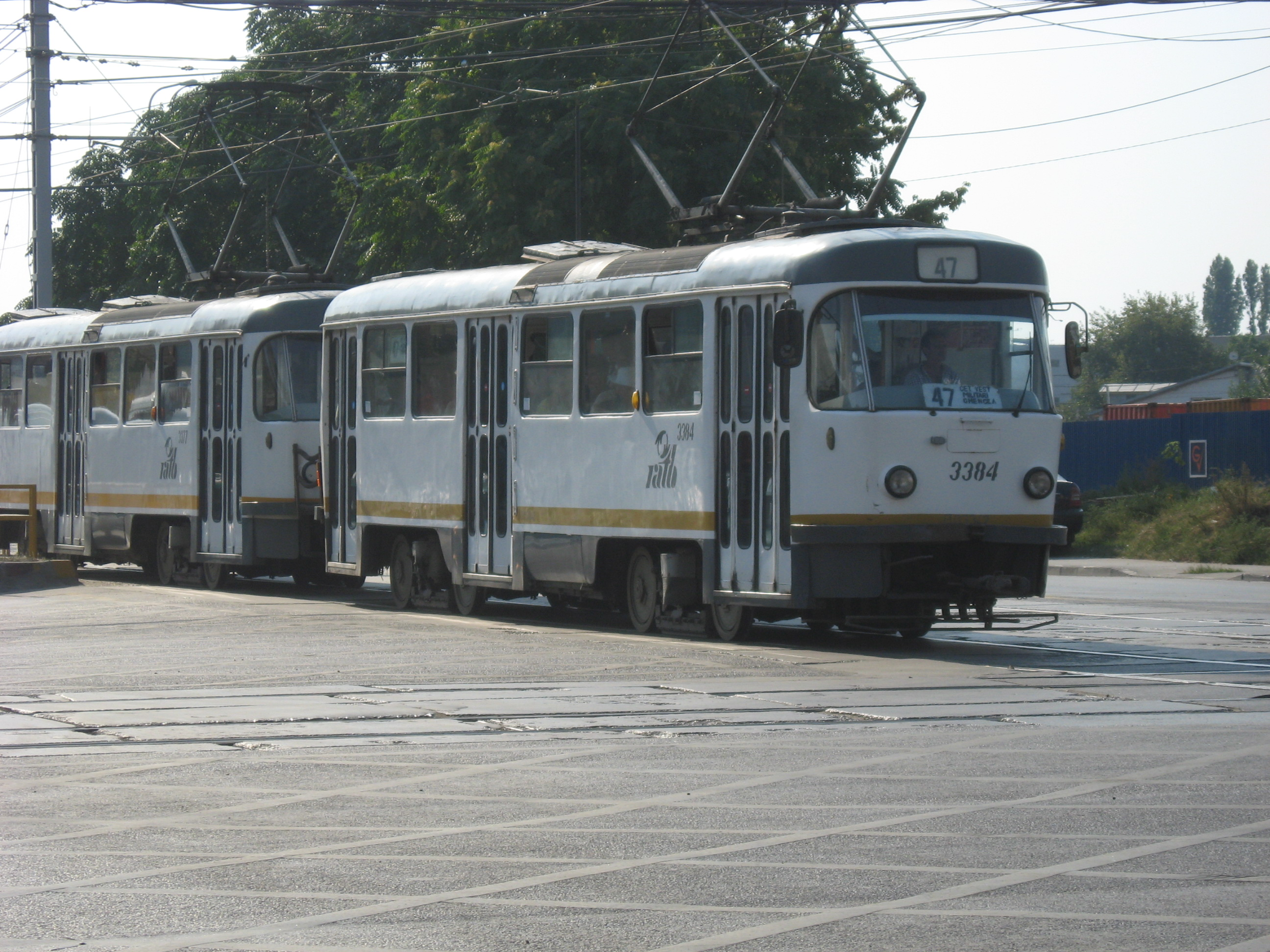
Tatra T4R Bukarestben

A Tatra T4 a csehszlovák ČKD Tatra által gyártott villamos, a Tatra T3 modell kisebb szélességű változata. A Német Demokratikus Köztársaságba, a Szovjetunióba, Romániába és a volt Jugoszláviába is nagy mennyiségben szállítottak belőle. Minden országba más típusjelzéssel használták, az egyes változatok között kisebb eltérések voltak. Az alkalmazó országok szerint a T4D, a T4SU, a T4R és a T4YU változatokat gyártották. 1958-ban kezdték el gyártani. A továbbfejlesztett, illetve lemásolt változatait a mai napig is készítik.

## Típusváltozatok

### T4D

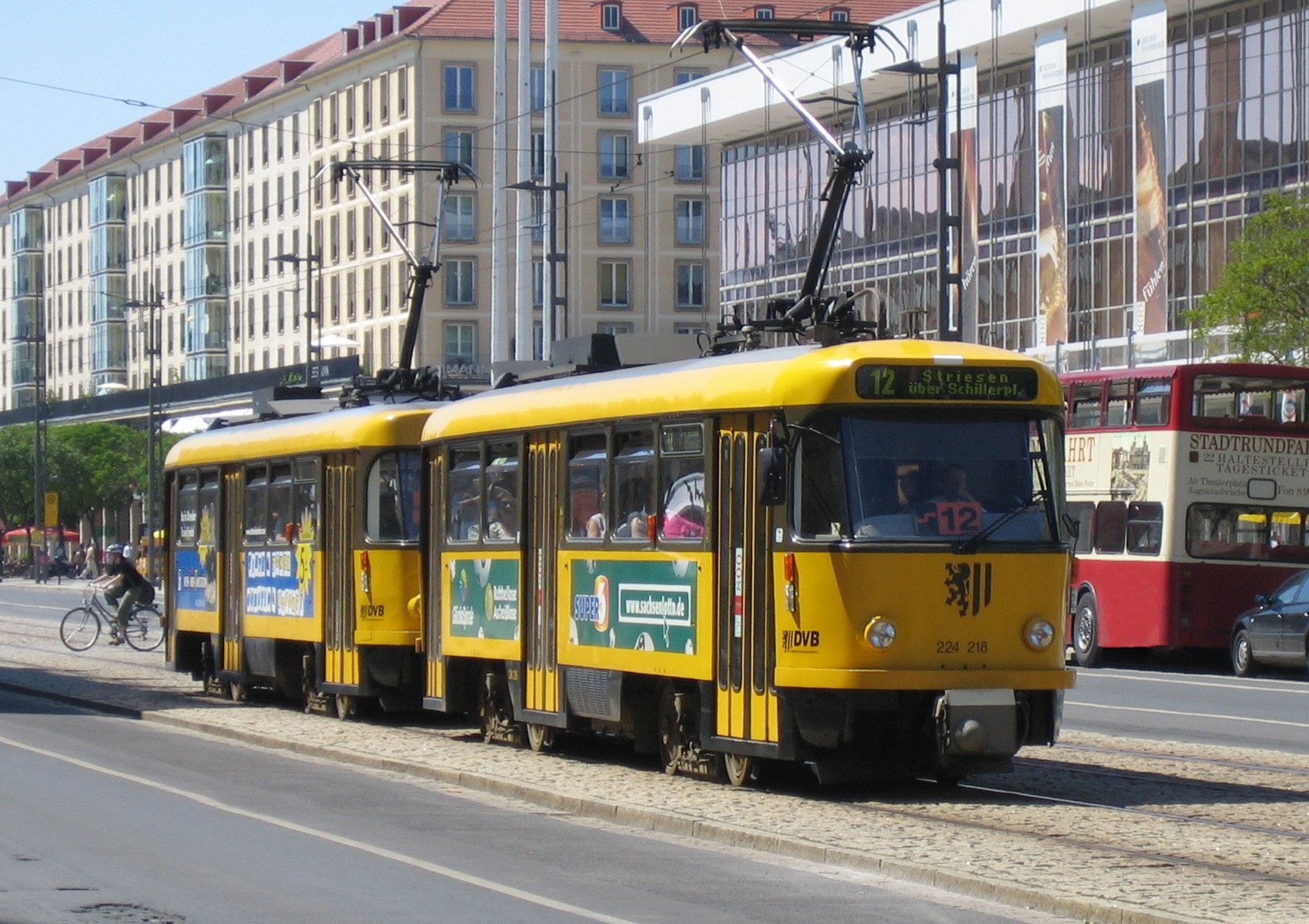
T4D Drezdában

Németországban kezdetben négy volt tartományi városban, Drezdában, Hallében, Lipcsében és Magdeburgban vezették be. Egy kocsiban 26 ülő- és 88 állóhely volt. Utóbbit jócskán optimistának szokták tartani, mivel négyzetméterenként 8 utasra számolták. 1968 és 1986 között összesen 1766 motorkocsit szállítottak le. A motorkocsik B4D típusú pótkocsikat vontathattak, melyekben kettővel több ülőhely volt. A német városokba összesen 789 pótkocsit szállítottak le.
Akár több kocsit is egymás után lehetett kötni. Ezt nevezték "Großzug"-nak ("nagy vonatnak") és általában két motorkocsi és egy pótkocsi volt csatolva. A német újraegyesítés után elkezdték modernizálni a T4D kocsikat. A modern változatok jelzete T4D-C (Halle), T4D-M (Lipcse), T4D-MS vagy T4D-MT (Drezda). Azokat a T4 kocsikat, melyeket nem újítottak fel, kivonták a forgalomból. Magdeburg Nagyváradnak és Kolozsvárnak értékesítette a használt kocsikat. A halléi példányokat Kalinyingrádban, Aradon, Jászvásárban, Belgrádban és Szófiában, a Lipcsében, valamint Drezdában leselejtezett egységeket pedig Phenjanban és Rosztovban használják. Később a drezdai és magdeburgi felújított példányok is kelet-európai városokba kerültek (Nagyvárad, Botosani).
Néhány városban, így Drezdában is, később a felújított szerelvényeket alacsony padlós járművekre cserélték ki. Biztonsági okokból éjszaka csak ezek az újabb típusok közlekednek. Mivel a motorkocsik helyét is alacsony padlós gyártmányok vették át, ezért Lipcsében is megnőtt az ilyen kocsik aránya. A T4 részben azért maradt emlékezetes, mert a későbbi doboz vagy modern formájú kialakításoktól eltérő stílusban tervezték ezeket.

### T4SU

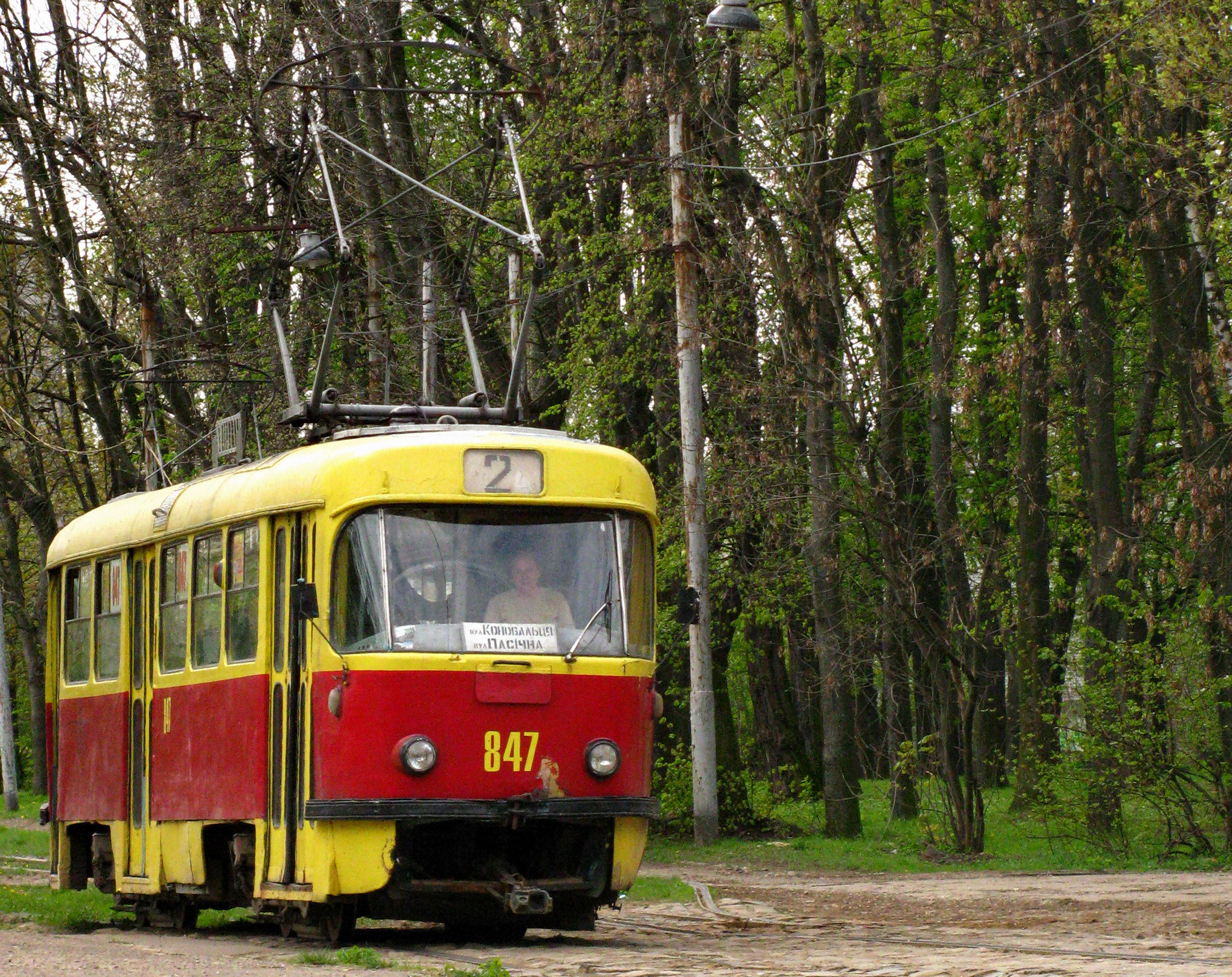
T4SU Lvivben

Kelet-Németországhoz hasonlóan a Szovjetunióban is voltak olyan hálózatok, ahol a legnagyobb engedélyezett szélesség 2,2 m volt. Mivel ez túl szűknek bizonyult a T3 számára, és Gothában a gyárban abbahagyták ennek a gyártását, keletre a T4 T4U típusát szállították. A többi CSU-márkához hasonlóan itt is megtalálható egy kicsi, zárt vezetői fülke. Nem használtak vontató szerelvényt.

### T4R
A román és a szovjet típus között sem technológiai, sem építésbeli különbség nem mutatható ki. A kisebb testnek köszönhetően jobban illeszkedtek a román hálózatok által támasztott követelményeknek, mint a T3 változat, s emiatt sokkal többet is használtak belőle.Bukarest kivételével az összes városban felhagytak a javításokkal, és a legtöbbet kivonták a forgalomból.
1998-ban a RATB nekiállt a T4R modernizálásának, és két kocsiból egy hatszögletű autót alakított ki. Az új jármű neve "Bucur" lett. A projekt pénzügyi nehézségek miatt csak nagyon lassan haladt előre, és bizonytalan, hogy hány ilyen új járatot tudnak kialakítani majd. Az eredeti tervek szerint mind a 130 T4R-ből összesen 65 modern kocsit hoztak volna létre.
A Bukarestbe érkező kocsik számozása 3301-től 3431-ig tartott, de összesen 130 darab került leszállításra. A 3339. sorszámú kocsi soha nem érkezett meg. Egy városi legenda szerint a ČKD rossz számot nyomtatott ki, és a RATB logójával felszerelt kocsit rossz helyre szállították le, és így lett az utolsó kocsi sorszáma 3431.

### T4YU

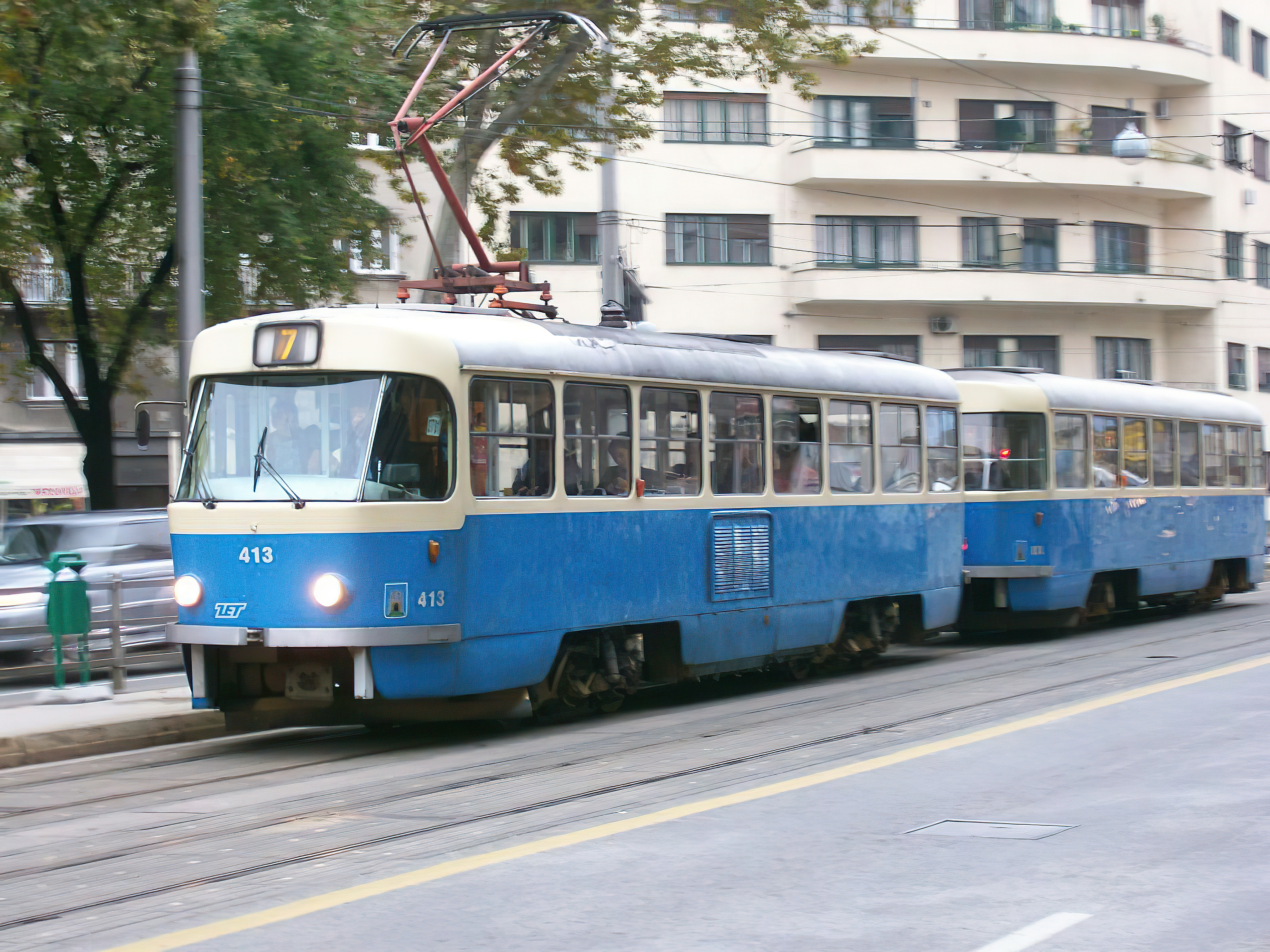
T4YU Zágrábban

A T4 jugoszláv termékvonalának gyártása 1967-ben indult meg. A fővárosba, Belgrádba leszállítottak két olyan villamost, melyekbe a T4D motorja és elektronikája volt beszerelve. Röviddel később az egyiket visszaküldték Prágába, ahol városnéző villamosnak használták. A másikat átépítették vontatójárműnek, és Halléba szállították. 1972-ben 20, a szovjet eszközökkel felszerelt villamost szállítottak Belgrádba. Ezeket a ’90-es évek elejéig folyamatosan használták is. A horvátok központjába, Zágrábba 1977 és 1983 között 95 kocsit rendeltek, melyeket még sokkal később is használtak. A zágrábi szerelvények a németekhez hasonló felszereltséggel készültek.

## Gyártás
1967 és 1987 között összesen 3509 villamos készült el, melyeket a következő helyekre szállítottak le:
|              | Város        | Év        | T4D  | B4D | T4SU | T4R | T4YU | B4YU | Összesen |
| ------------ | ------------ | --------- | ---- | --- | ---- | --- | ---- | ---- | -------- |
| Románia      | Arad         | 1974–1981 | 0    | 0   | 0    | 100 | 0    | 0    | 100      |
| Szerbia      | Belgrád      | 1967/1972 | 0    | 0   | 0    | 0   | 22   | 0    | 22       |
| Románia      | Brăila       | 1978      | 0    | 0   | 0    | 10  | 0    | 0    | 10       |
| Románia      | Bukarest     | 1973–1975 | 0    | 0   | 0    | 131 | 0    | 0    | 131      |
| Németország  | Drezda       | 1967–1984 | 572  | 250 | 0    | 0   | 0    | 0    | 822      |
| Románia      | Galați       | 1978      | 0    | 0   | 0    | 10  | 0    | 0    | 10       |
| Németország  | Halle        | 1968–1986 | 323  | 124 | 0    | 0   | 0    | 0    | 447      |
| Románia      | Jászvásár    | 1978–1981 | 0    | 0   | 0    | 70  | 0    | 0    | 70       |
| Oroszország  | Kalinyingrád | 1971–1979 | 0    | 0   | 223  | 0   | 0    | 0    | 223      |
| Németország  | Lipcse       | 1968–1987 | 597  | 273 | 0    | 0   | 0    | 0    | 870      |
| Lettország   | Liepāja      | 1976–1979 | 0    | 0   | 15   | 0   | 0    | 0    | 15       |
| Ukrajna      | Lviv         | 1972–1979 | 0    | 0   | 73   | 0   | 0    | 0    | 73       |
| Németország  | Magdeburg    | 1967–1986 | 274  | 142 | 0    | 0   | 0    | 0    | 416      |
| Észtország   | Tallinn      | 1973–1979 | 0    | 0   | 60   | 0   | 0    | 0    | 60       |
| Ukrajna      | Vinnicja     | 1971–1979 | 0    | 0   | 42   | 0   | 0    | 0    | 42       |
| Horvátország | Zágráb       | 1976–1983 | 0    | 0   | 0    | 0   | 95   | 85   | 180      |
| Ukrajna      | Zsitomir     | 1977–1979 | 0    | 0   | 18   | 0   | 0    | 0    | 18       |
|              |              | Összesen  | 1766 | 789 | 431  | 321 | 117  | 85   | 3509     |

## Fényképek

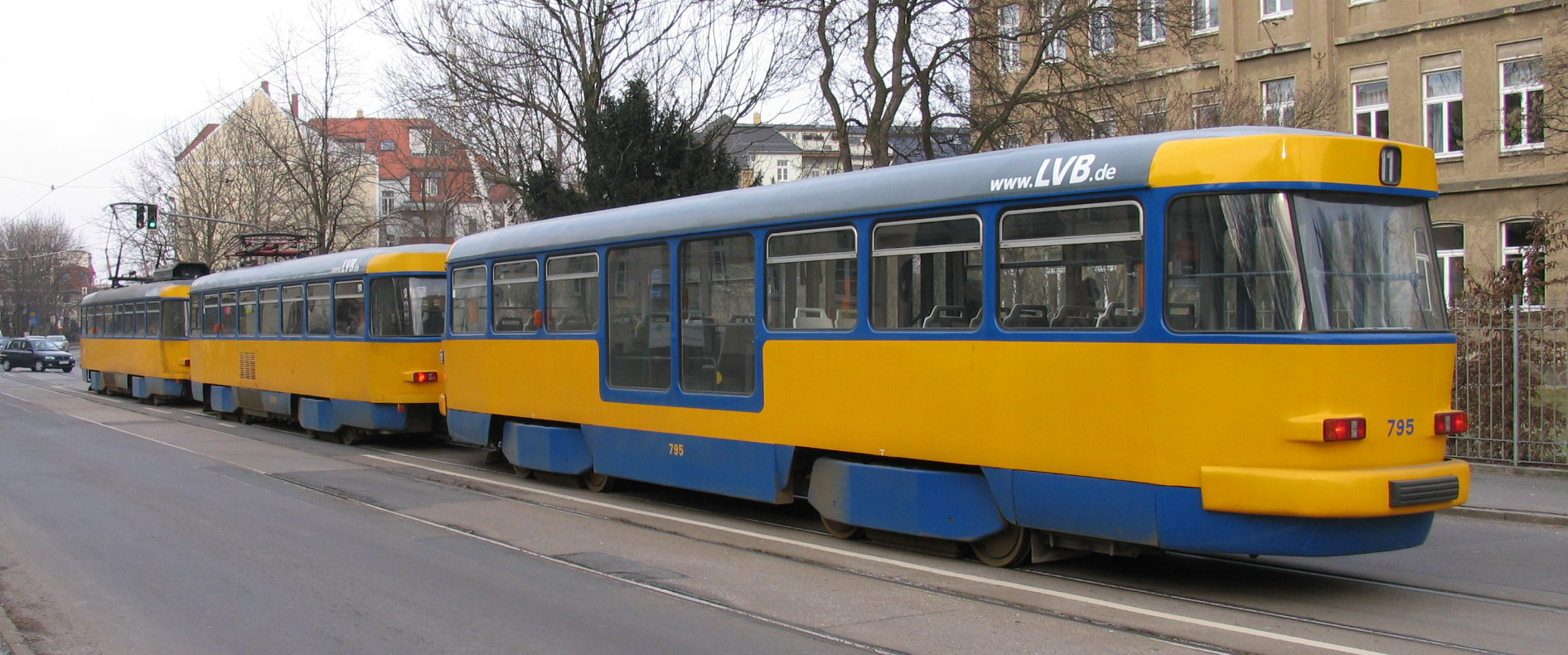
T4D Lipcsében
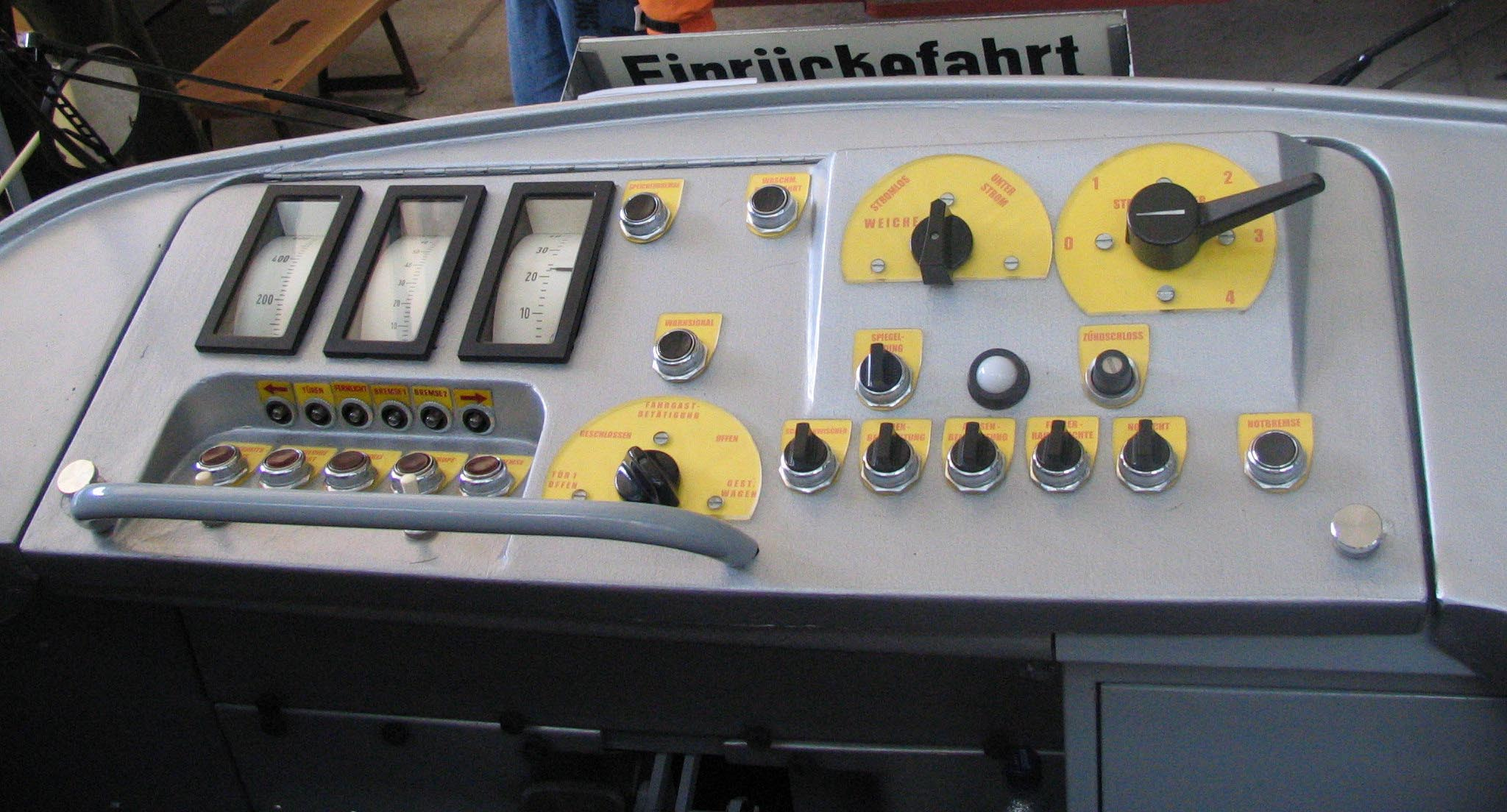
A T4D irányító felülete
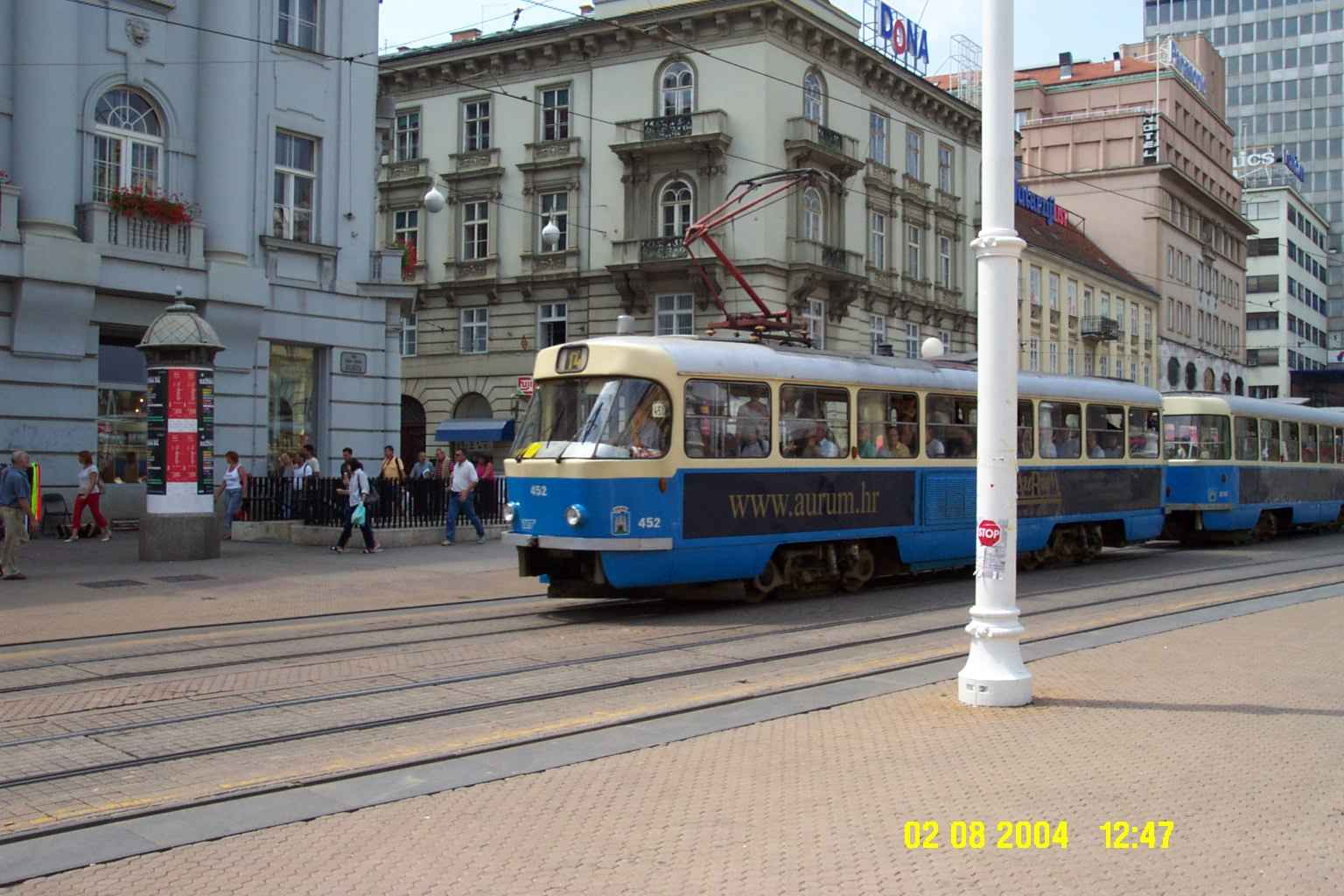
T4YU Zágrábban
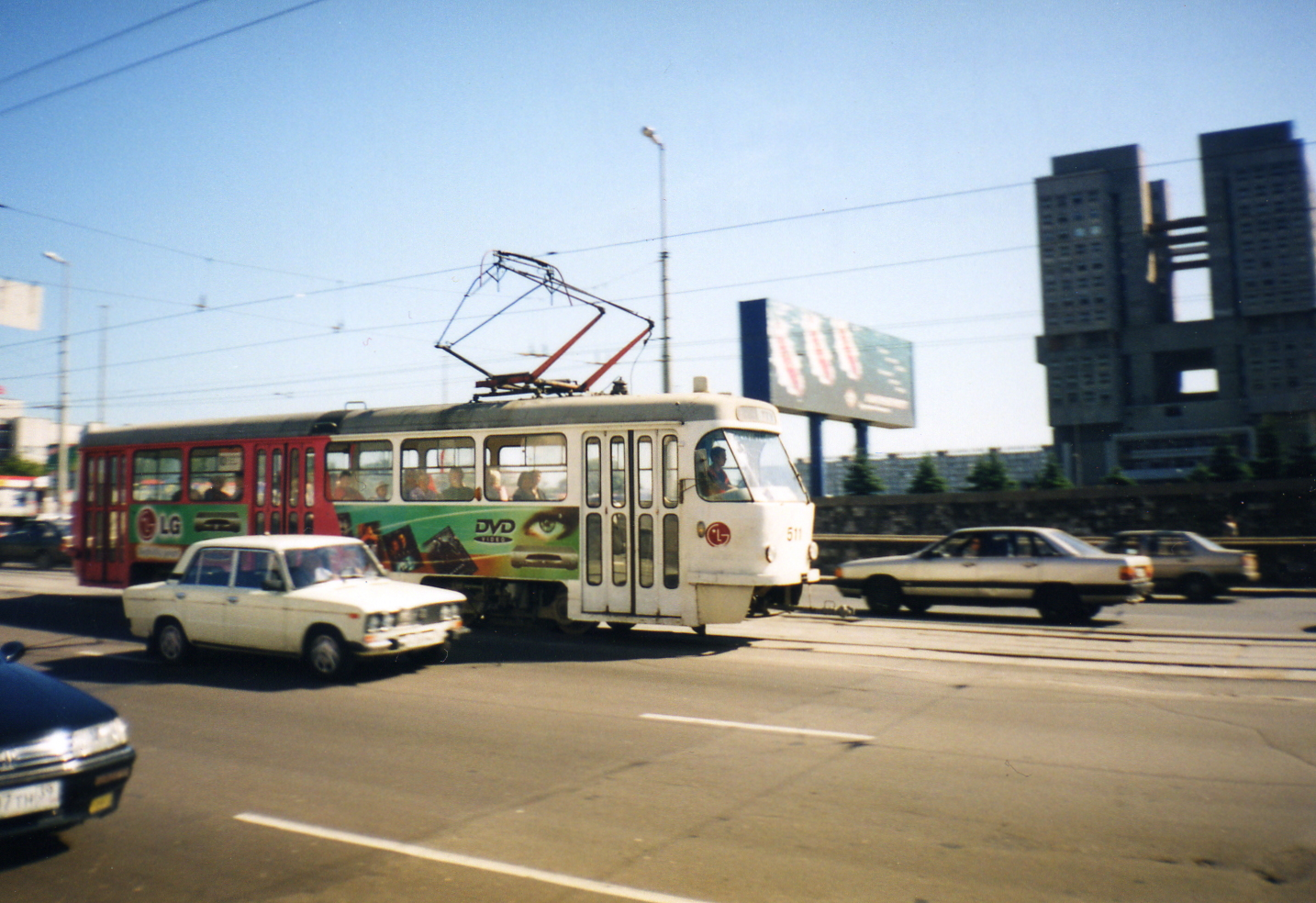
T4SU Kalinyingrádban